# TI-Nspire
TI-Nspire ist eine Familie von Produkten, die im Juli 2007 von Texas Instruments auf den Markt gebracht wurde. Zur Produktfamilie gehören verschiedene Hardware-, Software-Elemente und Erweiterungen. Wesentliches Konzeptionsmerkmal ist die Verknüpfung von Computeralgebra (CAS), dynamischer Geometrie (DGS) und Tabellenkalkulation (TK) in ein integriertes System, entsprechend der didaktischen Diskussion bezüglich multipler Repräsentationen.

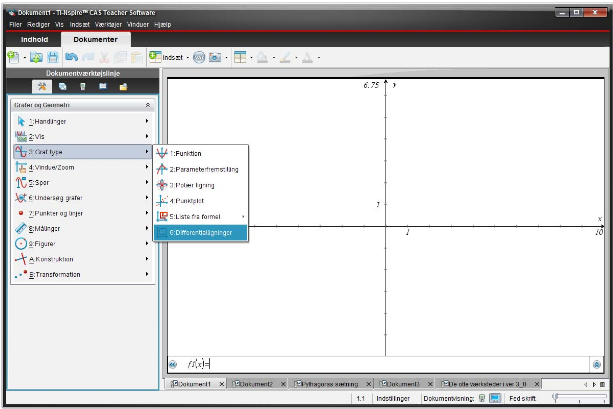
TI-Nspire CAS Software kann Differentialgleichungen lösen.

## Hardware-Versionen
- TI-Nspire und TI-Nspire CAS mit Clickpad (ursprüngliche Version, nicht mehr erhältlich). Durch Austausch der Wechseltastatur der Hardware-Variante „TI-Nspire mit Clickpad“ ließ sich ein TI-84 Plus emulieren.
- TI-Nspire und TI-Nspire CAS mit Touchpad (seit 2010 erhältlich)
- TI-Nspire CX und TI-Nspire CX CAS mit Farbdisplay (seit Mitte 2011 erhältlich)
- Europäische TI-Nspire CX II-T und TI-Nspire CX II-T CAS mit Farbdisplay (seit 2019 erhältlich). Im Unterschied zu der US-Version (kein T im Namen und andere Gehäusefarbe) ist keine Schnittstelle für ein WLAN-Modul vorhanden und es gibt die Möglichkeit die CAS-Version in einem Exakt arithmetisch Berechnungsmodus zu betreiben.

## Software-Versionen
- TI-Nspire und TI-Nspire CAS Schülersoftware für Windows und macOS
- TI-Nspire und TI-Nspire CAS Lehrersoftware für Windows und Mac OS X
- TI-Nspire und TI-Nspire CAS Student Software für Windows und Mac OS X (Kompatibel zu TI-Nspire CX II-T ab Version 5)
- TI-Nspire und TI-Nspire CAS Premium Lehrersoftware für Windows und Mac OS X (Kompatibel zu TI-Nspire CX II-T ab Version 5)
- TI-Nspire Document Player: erlaubt die interaktive Nutzung von TI-Nspire-Dateien auch ohne in Besitz einer Vollversion zu sein; wird mittels iFrame in HTML-Seiten eingebunden.
- TI-Nspire App für iPad
- TI-Nspire CAS App für iPad

## Erweiterungen
- TI-Navigator zur Einrichtung eines drahtlosen pädagogischen Netzwerks
- Docking Station zum Laden der TI-Nspire Handhelds, Datentransfer und Update des Betriebssystems
- Lab Station oder TI Lab Cradle  zur Mehrsensoren-Messwerterfassung im naturwissenschaftlichen Unterricht mit Vernier Sensoren
- TI Innovator Rover Ein Roboter Bausatz
- TI Innovator Hub Ein Multi Protokoll Sensor Interface mit anderen Fähigkeiten als die Lab Station

## Besonderheiten

### Applikationen
Die wesentliche Neuerung im Vergleich zu anderen vergleichbaren Produkten ist die Verknüpfung der grundlegenden mathematischen Softwaretypen Computeralgebra, dynamische Geometrie und Tabellenkalkulation in ein integriertes System. Beim TI-Nspire werden diese Teilbereiche Applikationen genannt. Ab Version 1.3 beinhaltet der TI-Nspire die Applikationen Calculator, Graphs& Geometry, Lists& Spreadsheet, Data& Statistics und Notes. Die Versionen des Betriebssystems ab 3.0 ergänzt eine komfortable Messwerterfassungs- und -auswerteumgebung namens DataQuest.

### Variablen-Handling
Der oben genannte Begriff „integriertes System“ ist hierbei so zu verstehen, dass sich Änderungen einer Variablen in einer Applikation sofort auf Berechnungen, Graphen, Tabellen etc., die von dieser Variablen abhängen, in einer anderen Applikation auswirken. Beispiel: Ein Zelleneintrag in der Tabellenkalkulation Lists& Spreadsheet ist als Variable a gespeichert, a ist gleichzeitig aber auch ein Parameter der Funktion f(x) = a·x², dann wird bei Änderung des Zelleneintrags sofort auch der Funktionsgraph neu gezeichnet. Bei anderen vergleichbaren Produkten sind die verschiedenen Applikationen häufig nur eingeschränkt miteinander verknüpft.

### Tastatur
Im Gegensatz zu anderen grafikfähigen Taschenrechnern verfügen die Handhelds der TI-Nspire-Familie über eigene Tasten zur Eingabe von Buchstaben. Damit wurde die Eingabe von Texten im Rückblick auf beispielsweise den TI-89 deutlich vereinfacht. Bei der Version TI-Nspire mit Clickpad waren die Buchstabentasten erhaben zwischen den Zahlen- und Funktionstasten angeordnet. Dieses Tastaturlayout wurde aufgegeben. Bei den aktuellen Modellen der TI-Nspire CX-Reihe sind Zahlen- und Buchstabentasten in unterschiedlichen Bereichen angeordnet.

### Programmierbarkeit
Neben der Programmierbarkeit in TI-Basic, einem Dialekt von BASIC, gibt es bei den aktuellen Modellen der Nspire Serie zwei weitere mögliche Programmiersprachen.
Ab Version OS 3.2 wird die Skriptsprache Lua unterstützt. Dadurch wird es möglich, den Taschenrechner durch LUA Programme in seiner Funktionalität individuell zu erweitern. Zum Beispiel existieren LUA Programme, mit denen man Laplace- und Fourier Transformationen ausführen oder Differentialgleichungen dritten und vierten Grades lösen kann, was mit der Grundfunktionalität des Betriebssystems nicht möglich wäre. LUA Programme können nur in der Software auf einem Hostrechner erstellt und bearbeitet werden, aber nicht auf dem Taschenrechner selbst. Die aktuelle Version des LUA Interpreters ist 5.1 in OS Version 5.2 (September 2020).
Seit der Firmware Version 5.2 (derzeit nur auf den neueren CX-T Modellen) ist es möglich, Python-Skripte (Version 3.4.0, Stand September 2020) in der mitgelieferten Software auf dem Hostrechner für und auf dem Taschenrechner selbst zu erstellen. Es wird ebenfalls eine Python Interpreter Shell angeboten. Python-Dateien könne auch von der Kommandozeile des Betriebssystems aus aufgerufen und in Dokumente integriert werden.
In der Version 5.3.2 wurde eine Unterstützung für eine Verbindung zu einem BBC micro:bit Mikrocontroller Experimentierboard/Einplatinencomputer hinzugefügt. Sowohl Python Integration als auch die native micro:bit Sprachsyntax wird unterstützt.
| Verfügbare Python Module (User Module können aus dem Dateisystem hinzu geladen werden) | Verfügbare Python Module (User Module können aus dem Dateisystem hinzu geladen werden)                                               |
| -------------------------------------------------------------------------------------- | --- |
| Standard Module                                                                        | __main__, ctypes, micropython, array, errno, random, binascii, gc, re, time, builtins, hashlib, sys, cmath, heapq, collections, math |
| TI-Module                                                                              | TI Draw, TI Plotlib,TI Hub, TI Rover, TI Image und TI System                                                                         |

### Messwerterfassung
Über die Mini-USB-Schnittstelle können Sensoren zur Messwerterfassung angeschlossen werden, über die Erweiterung Lab Station auch mehrere Sensoren auf einmal. Es ist möglich, über Python Module und TI-Basic sowie LUA auf externe Hardware, wie den TI-Innovator Rover und den TI-Innovator Sensor Hub, zuzugreifen und damit zu interagieren. Der Rover ist ein Roboter Bausatz der an die rückseitige Schnittstelle des Taschenrechners angeschlossen werden kann. Er wird dafür auf dem Rover befestigt. Der TI Innovator Sensor Hub ist ein angepasstes auf MSP430 und Tiva C Arm Cortex-M4F basierendes Evaluations Launchpad genanntes Mikrokontroller Board mit diversen Schnittstellen und verbauten Komponenten wie einem Lautsprecher, Lichtsensor und einer LED. Leicht zugängliche Interoperabilität mit einer Steckplatine sowie eine I²C sowie digital und analog I/O Ports werden ebenfalls angeboten. Ähnlich wie beim TI Lab Cradle können Sensor Daten von vorgefertigten Sensoren oder Daten aus selbst erstellten Messschaltung eingelesen werden. Anders als die Lab Cradle wird der Sensor Hub an die USB-Schnittstelle angeschlossen. Die Lab Cradle, welche an die rückseitige Schnittstelle des Taschenrechners angeschlossen werden kann, dient ebenfalls als Hub für zumeist Vernier Sensoren. Die erfassten Daten der Sensoren werden durch eine eigene proprietäre auf einem British Telecom BT-631A Stecker basierendes Interface in die Lab Cradle eingespeist und von dort dem Taschenrechner zugänglich gemacht.

### Weitere Funktionen
Zudem unterstützt der TI-Nspire PrettyPrint, also die zweidimensionale Darstellung von mathematischen Ausdrücken.

### Technische Daten und Konnektivität
Beide Rechner haben ein großes und hochauflösendes Display von 320 × 240 Pixel, zum Vergleich: Der TI-84 Plus Silver Edition hat eine Auflösung von 96 × 64 Pixel, ein TI-89 eine Auflösung von 160 × 100 Pixel.  Der Rechner verfügt über einen NAND-Flash-Speicher von, im Vergleich zu anderen Rechnern, großen 32 MB und einen SDRAM mit ebenfalls 32 MB Speicher, der eine Kopie aller aktiven Dokumente und eine Kopie des Betriebssystems enthält. Der dritte Speicher ist ein NOR-Flash mit 512 kB, der Bootanweisungen für das Laden des Betriebssystems (Nucleus) enthält. Im Gegensatz zu anderen Grafikrechnern enthält der TI-Nspire keine Backup-Batterie, weshalb der Rechner bei Entfernen einer Batterie alle im SDRAM gespeicherten Daten „vergisst“, sodass bei Wiedereinlegen der Batterie das gesamte Betriebssystem aus dem NAND-Flash sowie alle Dokumente in den SDRAM geladen werden müssen, was etwa zwei Minuten dauert. Der Zweck dieses Vorgehens sind die technischen Eigenschaften von NAND-Flash und SDRAM-Arbeitsspeicher: NAND-Flash braucht keine Dauerversorgung an Strom, ist jedoch relativ langsam; SDRAM benötigt eine Grundspannung, ohne die er den gesamten Inhalt löscht, ist dafür aber sehr schnell, was dem flüssigen Arbeiten mit Dokumenten und Betriebssystem sehr dienlich ist. Weiterhin verfügen beide Modelle über eine USB-Schnittstelle, mit der man zwei Taschenrechner oder einen Taschenrechner und einen PC verbinden kann.

### Software
Die Software von Texas Instruments zum Verbinden eines Hosts (zum Beispiel ein Windows PC oder Mac) mit dem Taschenrechner liegt in verschiedenen Versionen für Schüler („TI-Nspire™ CX CAS Student Software“) auf Deutsch bei. Für die Lehrkräfte gibt es eine spezielle „Teacher“ Version mit erweitertem Funktionsumfang zum Beispiel für Tests. Auch die Studenten Software enthält eine komplette Laufzeitumgebung für alle Komponenten des Taschenrechners. Das heißt, es können Taschenrechner Apps mit den unterstützten Programmiersprachen erstellt und auf dem Host getestet werden. Die TI-Basic, LUA und Python Scripts laufen in der Software auf einem Computer in einem Interpreter genauso wie auf dem Taschenrechner. Der Computer ist in der Regel aber sehr viel schneller, so dass die Scripte auf dem Host schneller ausgeführt werden als auf dem Taschenrechner. Dokumente welche Module enthalten wie Scripte, Aufgaben, Bilder, Notizen und Berechnungen werden in der Software erstellt und dann per USB an den Taschenrechner gesendet. Dort können sie dann geöffnet werden und bearbeitet. Dokumente können auch direkt auf dem Taschenrechner erstellt werden, genauso wie Python-Scripte. Die eingebetteten LUA Scripte lassen sich ausschließlich auf dem Host in einem eigenen Script Editor mit einem Laufzeit Interpreter (eine Konsole) erstellen. Dieser bietet Fehler Meldungen des LUA Interpreters zur Analyse. Diese LUA Scripte lassen sich nicht direkt auf dem Taschenrechner bearbeiten, sondern nur etwaig geplante Interaktion findet statt.
Das Lizenzmodell der Software wurde mit der Hauptversion 6 des Betriebssystems des Taschenrechners verändert. Vor der Version 6 wurde die Software mit einer Lizenznummer aktiviert. Seit der Einführung der Version 6 ist das Lizenzmodell Account basiert. Die Lizenzlaufzeit ist auf drei Jahre beschränkt.

## Softwarefehler
Unabhängig von der Einstellung (Näherung/Exakt) liefert die TI-NSpire (Software-Version 4.5) für einige Eingaben falsche Ergebnisse. Beispiele sind nachfolgend aufgeführt. Die gleichen Fehler existieren teilweise auch in den Vorgängern TI-89, TI-92 Plus und Voyage 200.
1. {\displaystyle \arctan(0/0)={\frac {\sin(\infty )\cdot \pi }{2}}\,} (korrekt wäre: undef)
2. {\displaystyle \int \left(1/x,x,0,\infty \right)} liefert 66.132515757964 mit Berechnungsmodus „Approximiert“ (korrekt: {\displaystyle \infty }, es wird aber „zweifelhafte Genauigkeit“ angemerkt)
3. {\displaystyle \int {\frac {\mathrm {d} }{\mathrm {d} x}}\left(x\cdot e^{x^{2}}\right)\,\mathrm {d} x} liefert {\displaystyle 2\cdot \int \left(x^{2}\cdot e^{x^{2}}\right)\,\mathrm {d} x+\int e^{x^{2}}\,\mathrm {d} x} (vereinfacht/berechnet: {\displaystyle x\cdot e^{x^{2}}})
4. {\displaystyle \mathrm {sign} (0)=\pm 1} (korrekt: 0 (per Definition, siehe Signumfunktion))
5. {\displaystyle \int (x^{n},x,c)={\frac {x^{n+1}}{n+1}}+c} (Fehlt Warnung, dass es für {\displaystyle n=-1} nicht korrekt ist)[11]
6. TI-Nspire CX bzw. TI-Nspire CX CAS: Definitionslücken (bspw. bei gebrochenrationalen Funktionen) werden weder graphisch dargestellt noch rechnerisch berücksichtigt. Beispielaufgabe: Ermittlung von Schnittpunkten der Funktionsgraphen von {\displaystyle f_{1}(x)={\frac {x^{2}-9}{x-3}}} und {\displaystyle f_{2}(x)=6}. Als Ergebnis wird der Punkt (3; 6) angezeigt (korrekt wäre „keine Lösung“).

Fehler 2 lässt sich umgehen, indem man den Berechnungsmodus auf Exakt stellt, was jedoch nur in den CAS-Modellen möglich ist.
In der Software-Version 3.2.3 tritt bei der Arbeit mit parametrisch definierten Funktionen ein Fehler in der Arbeit mit deren Ableitungen auf: Wenn der Funktionswert der Ausgangsfunktion an der von a abhängigen Stelle Null oder einen anderen variablenfreien Term ergibt, wird auch der Wert der Ableitung mit Null bzw. dem variablenfreien Term angegeben. Der Fehler lässt sich jedoch umgehen, indem man dem Taschenrechner die Variable als Liste übergibt. Dieser Fehler tritt auch in der Software-Version 4.5 noch auf.

## Galerie

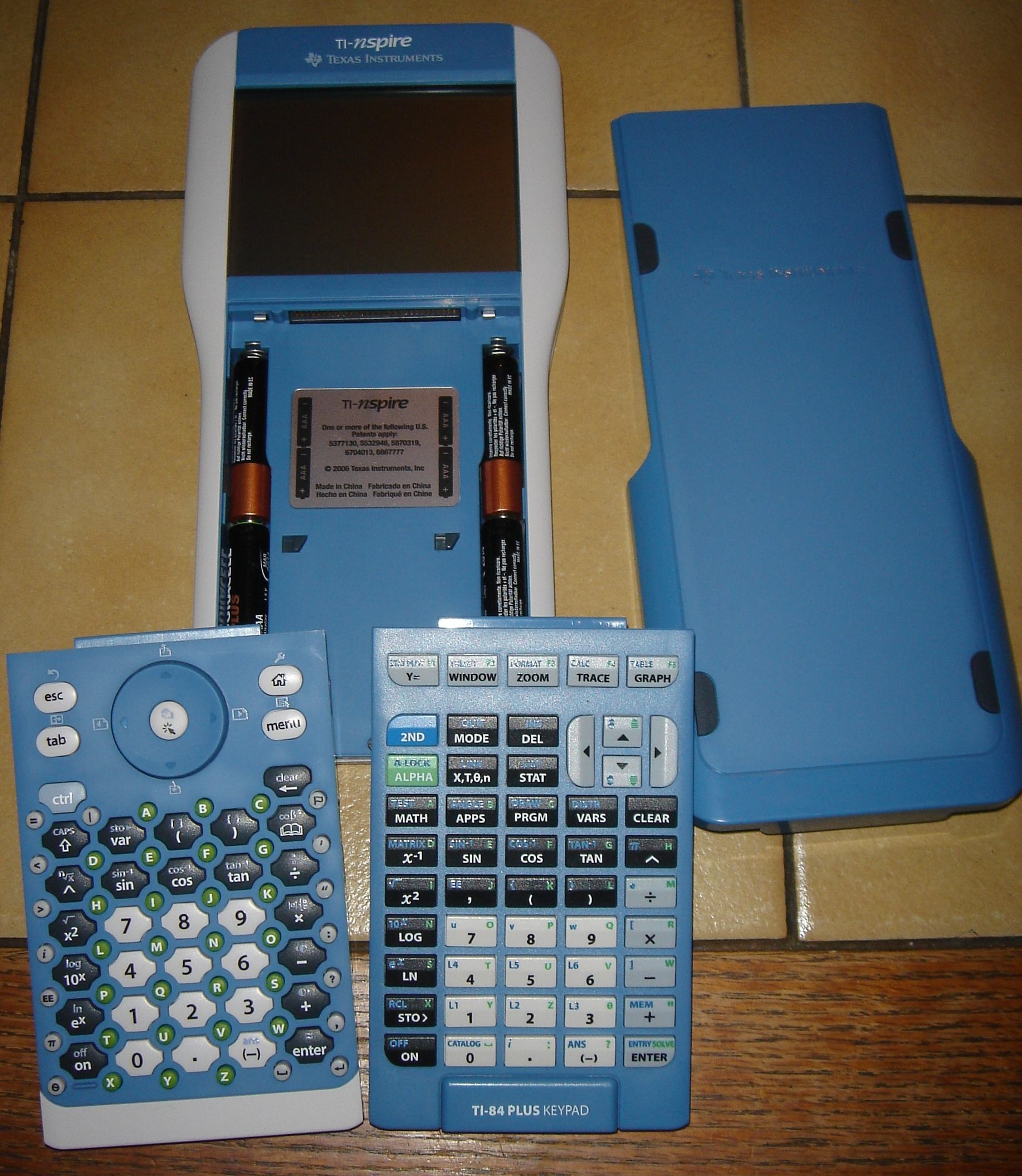
Der TI-Nspire mit Clickpad, mit Abdeckung und den beiden Tastaturen
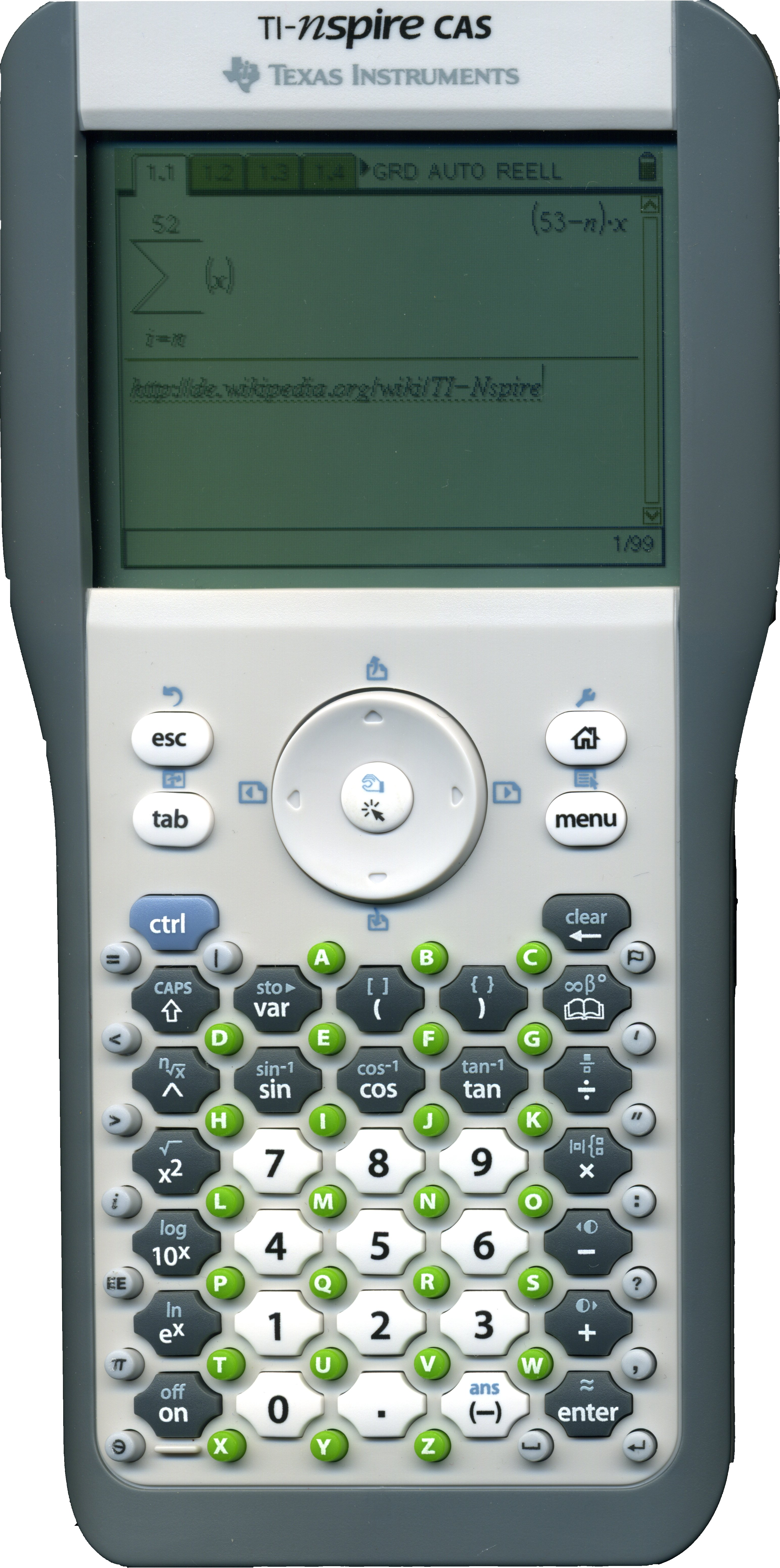
Der TI-Nspire CAS mit Clickpad
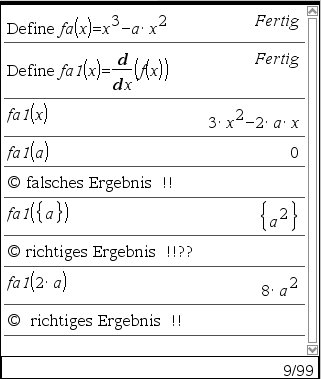
Software-Fehler bei der Arbeit mit Funktionen mit weiteren Parametern
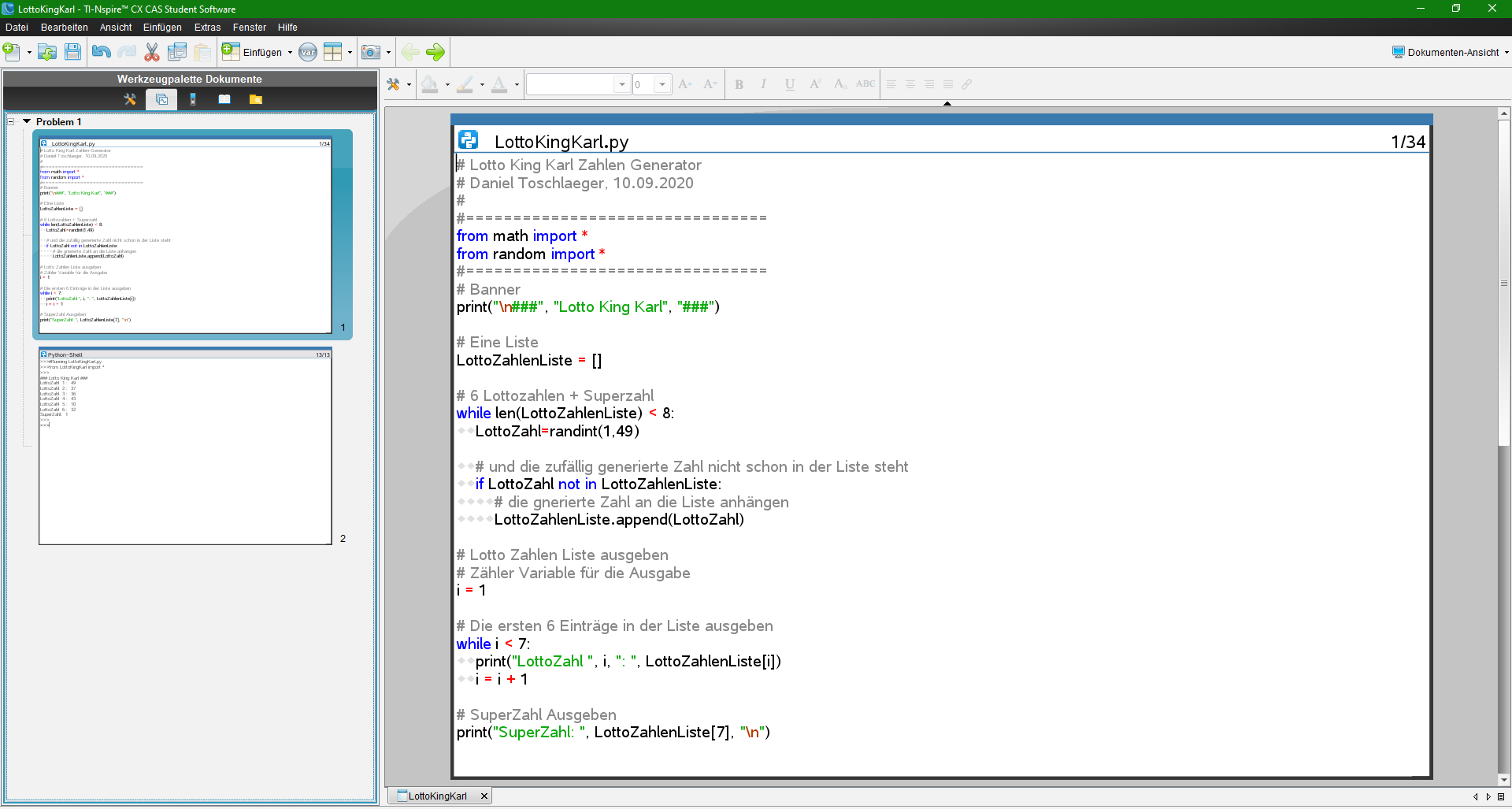
Screenshot der TI-Nspire Nspire CX-CAS Student Software, in dem ein Python Script erstellt wurde.
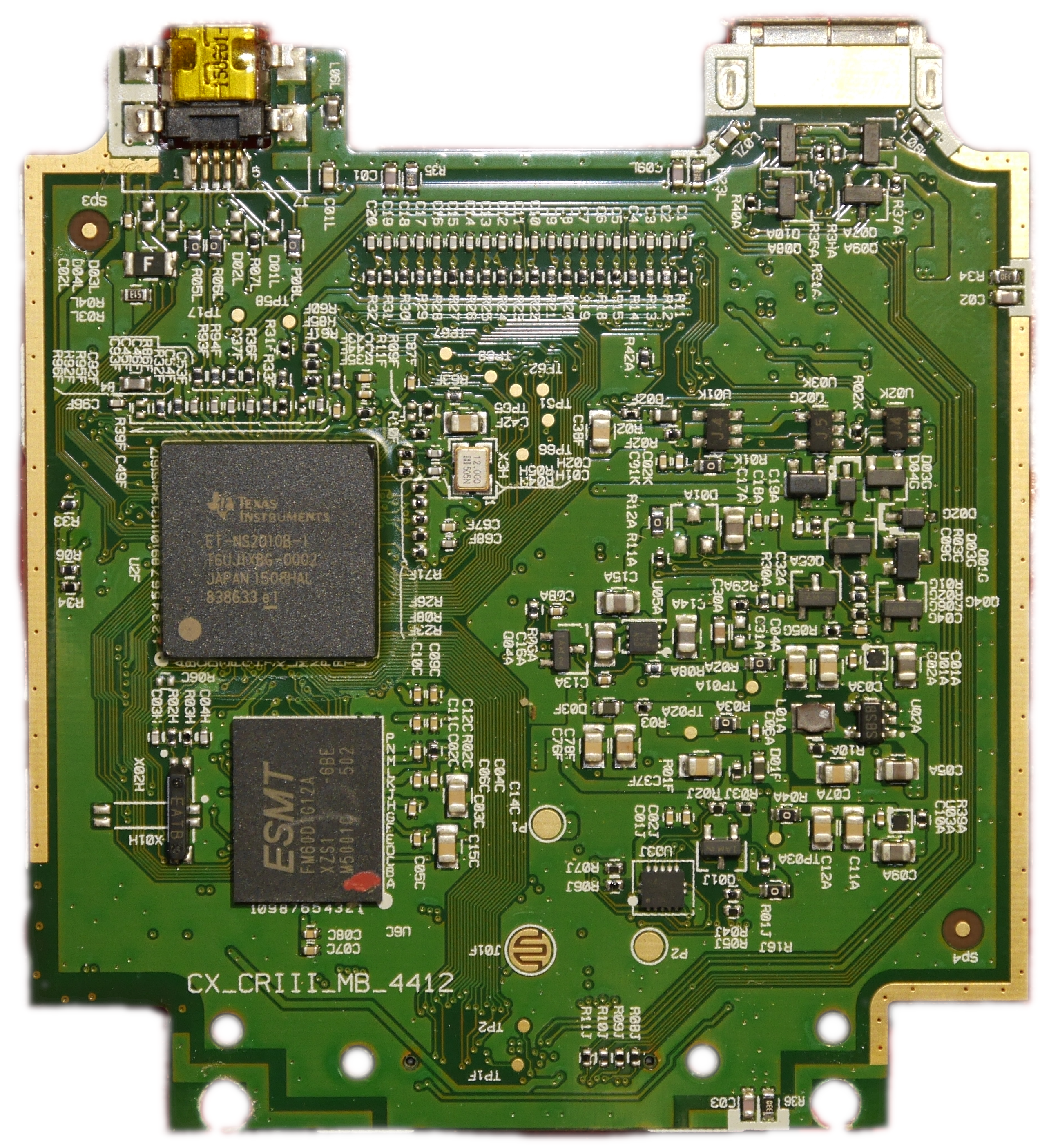
Mainboard des TI-Nspire CX CAS.
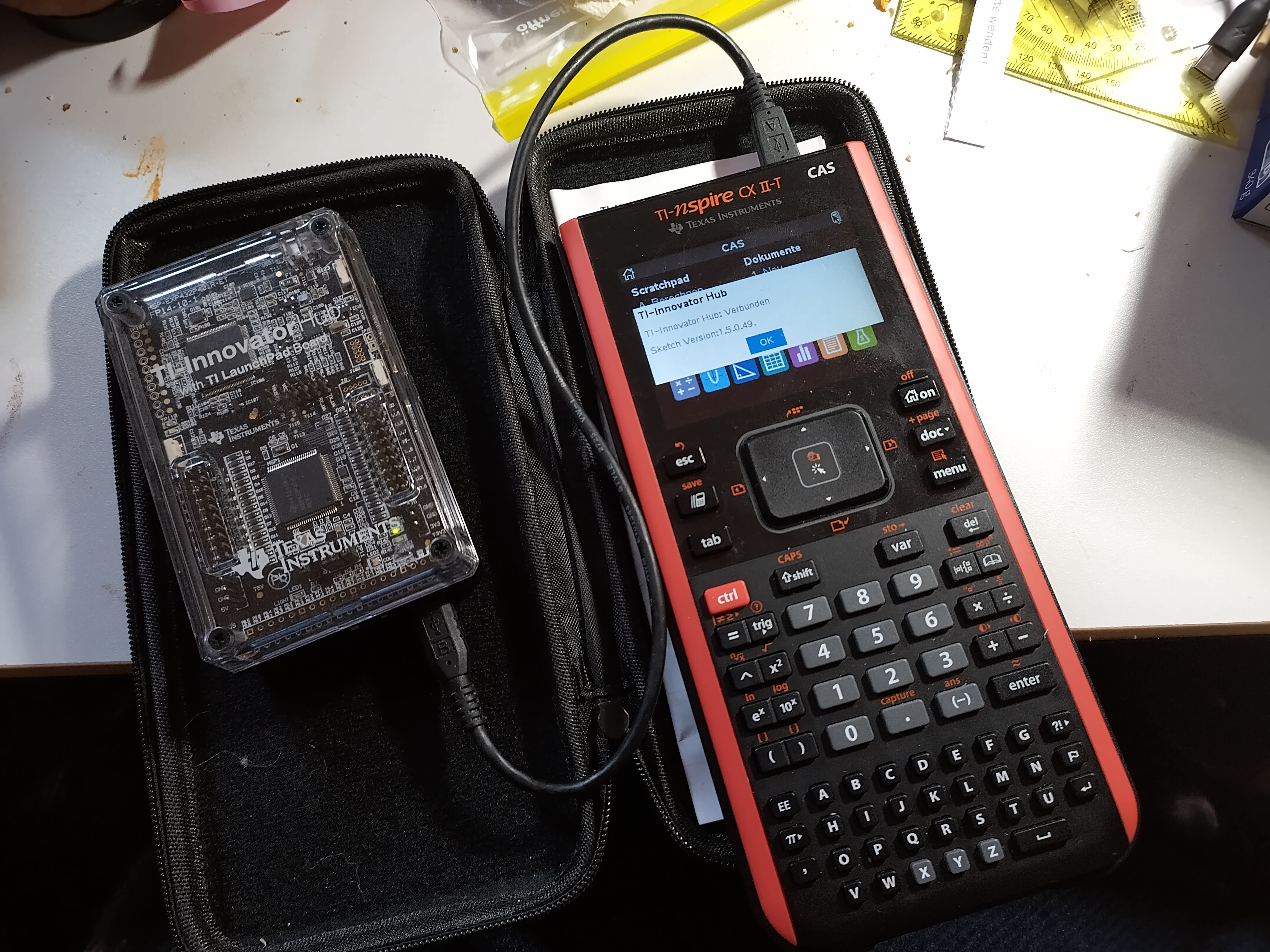
Ein Texas Instruments Innovator Hub angeschlossen an einen TI-Nspire-Taschenrechner.
- Beispiel eines Fraktalgenerators, in diesem Fall ein LUA-Script, welches eine Darstellung der Mandelbrot-Menge in Echtzeit auf einem CX II-T CAS rendert. Man kann mit diesem Script auch interaktiv zoomen und die Julia-Menge darstellen. Dieser Fraktalgenerator wurde mit der nativen LUA engine des Nspire programmiert. Fraktalgeneratoren in Maschinensprache können noch sehr viel schneller ausgeführt werden, setzten aber zumeist den Einsatz von ndless (einer Art Jailbreak durch Rooten des Taschenrechners) voraus.